# Colômbia Humana
Colômbia Humana  é um partido político colombiano de centro-esquerda à esquerda. Foi fundado em 2011 com o nome de Movimiento Progressistas e é liderado pelo político Gustavo Petro.
O grupo promove ideias como: o cumprimento dos Direitos Humanos, o cuidado do meio ambiente, uma igualdade de direitos entre homens e mulheres, industrialização e modernização agrária, entre outros.
Colômbia Humana é considerado como o movimento político de esquerda que conseguiu a mais alta votação na história da Colômbia atingindo 11 281 013 votos na eleição presidencial de 2022, superando a maior até então votação de Carlos Gaviria nas eleições presidenciais de 2006.
O partido tem sido chamado de extrema esquerda por suas opositores políticos, sobretudo o uribismo. O movimento tem sido alvo de ameaças de organizações paramilitares.

## História

### Movimento Progressistas

Logo do Movimento Progressistas

O movimento tem sua origem nas eleições locais de Bogotá de 2011, nas que um grupo de cidadãos liderados por Gustavo Petro coletou  na cidade de Bogotá por volta de 300 000 assinaturas para inscrever candidaturas às Juntas Administratívas Locais, 60 000 para inscrever uma lista ao Conselho Distrital encabeçado por Carlos Vicente de Roux e 120 000 assinaturas para inscrever a candidatura do próprio Petro à Prefeitura da cidade.

### Colômbia Humana
Gustavo Petro, após deixar a prefeitura, decide aspirar à presidência da República para as eleições do 2018 por meio do mecanismo de coleta de assinaturas. O comitê promotor chamado Colômbia Humana, o qual usa uma simbologia e cores similares ao do movimento que criou para chegar à prefeitura e igualmente o slogan de sua administração Bogotá Humana, se deu à tarefa de recolher assinaturas com a meta de inscrever sua candidatura. Em 11 de dezembro de 2017, o último dia segundo o calendário eleitoral para inscrever assinaturas para viabilizar candidaturas presidenciais, Petro levou 850 000 assinaturas.
O partido tem recebido ameaças de supostas organizações paramilitares, em particular as chamadas Águias Negras. Figuras conhecidas do partido como Gustavo Petro, Gustavo Bolívar e Hollman Morris chegaram a ser ameaçados de morte. Quase uma dúzia de ativistas do Colômbia Humana foram assassinados por razões políticas até o ano 2020.
Em 16 de setembro de 2021 a Sala Plena da Corte Constitucional de Colômbia deliberou, por oito votos a favor e um contra, ao Conselho Nacional Eleitoral outorgar a personalidade jurídica ao Colômbia Humana.

## Fundadores
Vários dos fundadores do movimento haviam, assim como Gustavo Petro, acabado de renunciar ao Polo Democrático Alternativo depois de que em 2 de agosto de 2010 em reunião do Comitê Executivo Nacional desse partido, Petro reclamou a presidência do Polo se valendo dos 1,3 milhões de votos obtidos nas eleições presidenciais de 2010; no entanto por decisão da maior parte da mesa diretora, Clara López foi ratificada como presidenta do partido. López atingiu o respaldo de 25 membros do Comitê, enquanto Petro somente conseguiu o respaldo de 7, decidindo então criar seu próprio movimento.

## Ideias
As ideias com as que se originou o movimento foram as mesmas que defendeu Gustavo Petro durante sua campanha à presidência de Colômbia em 2010 e com as que posteriormente procurou acordos com o presidente Juan Manuel Santos; solução ao problema das terras, da água e das vítimas. Posteriormente tem focado suas ideias à defesa dos Acordos de paz entre o Governo Santos e as FARC-EP, e da Constituição de 1991. Por sua vez, em relação ao marco da redistribuição da terra e a vinculação das cidadanias ao saber, as redes e a tecnologia, prometeu medidas para gerar e manter o emprego decente com uma importante série de medidas para que a população não dependa dos subsídios e possa escapar à armadilha da pobreza.
Por outra parte, seu líder Gustavo Petro manifesta que sua proposta atual é desenvolver um «capitalismo democrático», em onde confluam a solidariedade, a equidade e o respeito à propriedade privada. Assim mesmo, Petro expressa que a proposta de Colômbia Humana também é o desenvolvimento de um capitalismo do conhecimento e de um capitalismo verde, o qual «implica um Estado atuante que possa fornecer a infra-estrutura» necessária para isto e, ao mesmo tempo, que este dê a base para o desenvolvimento de um «pós-capitalismo» caracterizado pelo «trabalho livre associado a partir dos saberes». Do mesmo modo, Petro tem expressado que seu país «não precisa socialismo, precisa democracia e paz».
Igualmente na ordem econômica, Petro tem enfatizado numa política de industrialização e modernização agrária, mas que a mesma também se separe das dinâmicas do carvão e o petróleo. Assim mesmo sustenta que a economia deve entender de outra maneira e que «os empresários deveriam ser a vanguarda dessa mudança». Da mesma forma, Petro assegura que se deve fomentar certo protecionismo para conseguir tudo isto. Quanto à reforma agrária, Petro assegura inspirar no exemplo do Japão nesta matéria e propõe aumentar os impostos sobre terras improdutivas. Ao mesmo tempo, também promove uma reforma tributária progressiva que garanta necessidades sociais que o mercado não contemple. Do mesmo modo, o programa de governo de Petro propõe que a economia colombiana transite de uma economia baseada no carvão e o petróleo para uma baseada em energias renováveis, de maneira que gradualmente se supere o modelo extrativista.
Por outro lado, Petro descreveu que o projecto económico de Colômbia Humana é similar ao desenvolvido pelo presidente estadounidense Joe Biden. Numa entrevista de CNN em Espanhol, Hollman Morris, vereador de Bogotá e assessor de comunicações do partido de Gustavo Petro, declarou que o partido Colômbia Humana iria se afastar das ideias da esquerda radical, bem como as propostas do socialismo do século XXI e basear-se-ia em propostas relacionadas com o progressismo, Morris declarou a CNN que certas propostas do Colômbia Humana eram parecidas às políticas de Andrés Manuel López Obrador.
Quanto ao âmbito sociocultural, o Colômbia Humana descreveu-se como um projeto feminista. No entanto, Gustavo Petro tem sido crítico ao feminismo da «esfera intelectual da grande cidade, sem vinculação com a população», defendendo em contraposição o que ele denomina «feminismo popular». Assim mesmo, Petro afirmou que não era «proaborto». Por sua vez, diferentes setores do feminismo colombiano têm questionado diferentes posturas tanto do partido como de Petro em política feminista. Por outro lado, o programa de governo de Gustavo Petro assinala que os cargos públicos devem ser ocupados num 50 % por mulheres e pelo desenvolvimento um plano integral contra o feminicidio em Colômbia.
Em outra ordem de ideias, Petro tem proposto aprofundar a participação cidadã nas decisões públicas incluindo orçamentos participativos, amplificar os territórios coletivos das comunidades indígenas e afrodescendientes no país, bem como garantir direitos para a comunidade LGTB em Colômbia.
Sobre a segurança cidadã, Petro assinala que o delito deve se ver de forma «multidimensional», o qual implicaria desde sua postura que não só se corrige com cárcere e polícias, mas também com políticas «fortes» de inclusão social. Assim mesmo, quanto à defesa pública, Petro defende de abolir o serviço militar obrigatório e reformar às forças armadas de seu país para que não existam «barreiras para a ascensão» dentro desta instituição. Do mesmo modo, o programa de governo de Petro prioriza uma política de proteção para os líderes sociais do país e garantir atenção e reparo para as vítimas do conflito armado colombiano.
Em matéria sanitária, as propostas de Gustavo Petro promovem estabelecer um sistema único, público e universal de saúde não dependente da capacidade de pagamento da cada pessoa que seja financiado através de impostos progressivos e cotações equitativas. Assim mesmo, este sistema deve focar na saúde preventiva e intercultural. Do mesmo modo, adere-se a especificar uma agenda internacional que flexibilize os direitos de propriedade intelectual sobre os fármacos.
No plano internacional, Petro defende renegociar os tratados de livre comércio, consolidar um comércio exterior que dinamize a produção nacional e regional, promover uma política de não intervencionismo e desenvolver uma política regional e mundial contra a mudança climática.

## Cadeiras
Com o aval do movimento, nas eleições regionais de 2011 resultou eleito Petro como prefeito de Bogotá com mais de 700 mil votos; também se elegeram 8 vereadores em Bogotá, 1 em Mosquera (Cundinamarca), e alguns outros vereadores na região da Costa Atlântica. Depois das eleições regionais da Colômbia de 2015 o jornalista e ativista Hollman Morris foi eleito vereador pelo movimento com uma das votações mais altas, enquanto a candidata do mesmo à prefeitura, María Mercedes Maldonado, renunciou a sua aspiração para coincidir em coalizão com a candidata do Pólo Democrático, Clara López.
Depois das eleições presidenciais em que o Colômbia Humana obtive uma votação superior a oito milhões e por ter ocupado o segundo posto nas eleições obtiveram um assento no Senado e na Câmara segundo a Lei estatutária da oposição 1909 de 2008, artigo 24: “Os candidatos que sigam em votos a quem a autoridade eleitoral declare eleitos Presidente e Vice-presidente da República, terão o direito pessoal a ocupar, em sua ordem, um assento no Senado da República e outro na Câmara de Representantes”.

## Alianças
Para as eleições legislativas de 2014 realizou um acordo programático com o Partido Verde, coalizão que passou a se chamar Aliança Verde, e baixo cuja personería jurídica postuló vários candidatos ao Congresso, ficando eleito como senador Antonio Navarro e como representantes à Câmara Inti Asprilla e Angélica Lozano.